# Naxa guttulata
Naxa guttulata là một loài bướm đêm trong họ Geometridae.